# Ellis Kohs
Ellis Bonoff Kohs (Chicago, 12 mei 1916 – Los Angeles, 17 mei 2000) was een Amerikaanse componist, muziekpedagoog, dirigent en muziektheoreticus. Hij was een zoon van het echtpaar Samuel C. Kohs en Pauline Bonoff. 

## Levensloop
Kohs groeide op in San Francisco en begon daar ook met zijn muziekstudies aan het San Francisco Conservatory of Music. Zijn familie verhuisde in 1928 naar New York en aldaar studeerde hij aan het Institute of Musical Art. Hij zette zijn studies voort aan de Universiteit van Chicago en studeerde compositie bij Carl Bricken. Aldaar behaalde hij in 1938 zijn Master of Music. Vervolgens vertrok hij opnieuw naar New York en studeerde aan de Juilliard School of Music compositie bij Bernard Wagenaar (1938-1939). Verdere compositiestudies maakte hij bij Walter Piston en ook musicologie bij Willi Apel en Hugo Leichtentritt aan de Harvard-universiteit in Cambridge (1939-1941). Hij studeerde ook aan het seminaar van Igor Stravinsky voor gradueerde componisten.
Gedurende de Tweede Wereldoorlog was hij dirigent van de militaire muziekkapellen van de United States Army en de United States Air Force in Fort Benning South, in St. Joseph en Nashville. 
Voor zijn militaire dienst was hij gedurende 1 jaar docent aan de Universiteit van Wisconsin in Milwaukee. Na de oorlog was hij van 1946 tot 1948 als docent voor compositie verbonden aan de Wesleyan Universiteit in Middletown en eveneens van 1946 tot 1947 aan het Kansas City Conservatory of Music and Dance in Kansas City. In 1948 vertrok hij naar Californië en doceerde daar aan het College of the Pacific in Stockton, nu: University of the Pacific en aan de Stanford-universiteit in Stanford. Vanaf 1950 doceerde hij aan de University of Southern California in Los Angeles. Aldaar werd hij benoemd tot professor voor compositie en muziektheorie en was hij lange tijd hoofd van de afdeling muziektheorie. In 1985 ging hij met pensioen.
Hij componeerde werken voor orkest (2 symfonieën, concerten voor instrumenten en orkest, andere orkestwerken), voor harmonieorkest, voor het muziektheater (opera, ballet, toneelmuziek), vocale muziek en kamermuziek. Koh's muziek bezit een dramatische spanning die voortkomt uit de nadruk en de invloed van het contrapunt. In het algemeen gebruikt hij klassieke vormen en aanvankelijk beïnvloed door zijn leraren, maar zijn latere werken werden meer dissonant dan die van zowel Wagenaar als Piston en misschien oriënteerde hij zich qua stijl een beetje aan Paul Hindemith. Hij gebruikte seriële technieken in een quasi tonale context in meerdere composities. 

## Composities

### Werken voor orkest

#### Symfonieën
- 1950: - Symfonie nr. 1, voor kamerorkest
- 1950: - Symfonie nr. 2, voor gemengd koor en orkest - tekst: Johann Rudolf Ahle (1625-1673)

#### Concerten voor instrumenten en orkest
- 1945: - Concert, voor piano en orkest
- 1946: - Legend, voor hobo en strijkorkest
- 1946: - Passacaglia, voor orgel en strijkorkest
- 1947: - Concert, voor cello en orkest
- 1949: - Kamerconcert, voor altviool en negen strijkers
- 1980: - Concert, voor viool en orkest
- 1982: - Concertino, voor viool en strijkorkest

#### Andere werken voor orkest
- 1941: - Concert, voor orkest - première tijdens het ISCM[3] World Music Festival in Berkeley in 1942
- Suite from Macbeth, voor orkest

### Werken voor harmonieorkest
- 1942: - Life with Uncle (Sam), suite 
  1. Reveille
  2. Goldbrick
  3. First sargeant and little Joe
  4. Tactical march
  5. Mail call
  6. The first morning of a furlough
- 1982: - Concert, voor klarinet en harmonieorkest

### Muziektheater

#### Opera
| Voltooid in | titel   | aktes                  | première                                             | libretto                              |
| ----------- | ------- | ---------------------- | ---------------------------------------------------- | ------------------------------------- |
| 1966-1969   | Amerika | 3 bedrijven, 11 scenes | 19 mei 1970, Los Angeles, Inner City Cultural Center | gebaseerd op de novel van Franz Kafka |

#### Toneelmuziek
- 1947: - Macbeth, muziek voor de tragedie van William Shakespeare
- 1952: - Julius Caesar, toneelmuziek
- 1955: - Lord of the Ascendant, voor dansers, vocale solisten, gemengd koor en orkest - tekst: Dexter Allen, gebaseerd op de Gilgamesj-epos
- 1987: - Lohiau and Hiiaka, choreografische muziek voor spreker, dwarsfluit, cello en slagwerk - tekst: gebaseerd op een oude Hawaïaanse legende

### Vocale muziek

#### Werken voor koor
- 1943: - Automatic Pistol, voor mannenkoor a capella - tekst: vanuit een handboek van het Amerikaanse leger ("The Soldier's Handbook")
- 1945: - Psalm XXV, voor gemengd koor en orgel (of orkest)
- 1957: - Psalm XXIII, motet voor sopraan, alt, tenor, bas en dubbelde gemengd koor a capella
- 1957: - Three Greek Choruses, voor vrouwenkoor (SSA) a capella - tekst: Engelse vertaling: William Leonard en Robert Bland
  1. The vine and the goat
  2. Undying thirst
  3. The swan and the goose
- 1957: - Three medieval Latin Student's Songs, voor tenor, bariton en mannenkoor - tekst: anoniem, vertaling: John A. Symonds
- 1957: - Three Songs from the Navajo, voor gemengd koor 
  1. Song of the horse
  2. Song of the rainchant
  3. Hunting song

#### Liederen
- 1951: - Fatal Interview, zangcyclus voor lage zangstem en piano - tekst: Edna St. Vincent Millay
  1. Farewell
  2. Immortality
  3. Perfidious Prince
  4. Absence
  5. Postmortem
- 1959: - Four Orchestral Songs, voor alt, tenor en orkest - tekst: Anne Hill Lotterhos en George Santayana
  1. The Rose
  2. The Mountain
  3. The Mermaid
  4. Epitaph
- 1959: - Three elegiac Airs, voor lage zangstem en piano - tekst: Anne Hill Lotterhos
- 1959: - Epitaph, voor hoge zangstem en piano - tekst: George Santayana
- 1978: - Calumny, voor bariton, dwarsfluit, hoorn, cello en 2 pauken - tekst: Pierre Beaumarchais, Engelse vertaling: John Wood

### Kamermuziek
- 1940: - Strijkkwartet (nr. 1)
- 1943: - Nightwatch, een dialoog voor dwarsfluit, hoorn en pauken
- 1944: - Sonatina, voor fagot en piano
- 1945: - Burlesca nr. 1, voor dwarsfluit (ook piccolo), klarinet, fagot, trombone en pauken
- 1945: - Burlesca nr. 2, voor klarinet, hoorn en altviool
- 1945: - Burlesca nr. 3, voor trompet, viool, contrabas, grote trom en bekkens
- 1945: - Burlesca nr. 4, voor hobo en viool
- 1948: - A Short Concert (Strijkkwartet nr. 2)
- 1948: - Sonatina, voor viool en piano
- 1951-1953: - Elegy and Credo, voor dwarsfluit, altviool en piano
- 1958: - Brass Trio, voor trompet, hoorn en trombone
- 1962: - Blaaskwintet
- 1962: - Studies in Variation, voor houtblaaskwartet, strijktrio en piano
- 1966: - Suite, voor cello en piano
- 1969: - Sonate, voor kleine trom en piano
- 1983: - Trio, voor viool, altviool en cello
- 1984: - Concert (Strijkkwartet nr. 3)

### Werken voor orgel
- 1948: - Capriccio
- 1952: - Three Chorale Variations on Hebrew Hymns

### Werken voor piano
- 1945: - Burlesca nr. 5
- 1945: - Burlesca nr. 7
- 1945: - Burlesca nr. 8
- 1946: - Etude in memory of Bartók
- 1946: - Macbeth Suite
- 1947: - Variations on "L'homme armé"
- 1948: - Toccata, voor piano (of klavecimbel)
- 1949: - Fantasy on La Sol Fa Re Mi
- 1950: - Invention nr. 1 voor 3 stemmen
- 1950: - Tien tweestemmige inventies
- 1957: - Sonate nr. 1
- 1958: - Forlane
- 1962: - Sonate nr. 2
- 1980: - Suite, voor 2 piano's
- 1985: - Etude-Variations after a theme by Johannes Brahms

### Werken voor slagwerk
- 1978: - Concert, voor slagwerkkwartet
- 1982: - Men, voor spreker en drie slagwerkers - tekst: Gertrude Stein
- 1982: - Subject Cases, voor spreker en slagwerk - tekst: Gertrude Stein

## Publicaties
- An Aural Approach to Orchestration, in: The Musical Mercury, v. 6, no. 3-4, Mar.-May 1939, New York
- Music Theory, a Syllabus for Teacher and Student, vols. 1 en 2, New York: Oxford University Press, 1961. 136 p., ISBN 978-0-195-00935-4
- Musical Form: Studies in Analysis and Synthesis, Boston: Houghton Mifflin Harcourt, 1976. 432 p., ISBN 978-0-395-18613-8
- Musical Composition: Projects in Ways and Means, Metuchen (New Jersey): Scarecrow Press, 1980. 248 p., ISBN 978-0-810-81285-7